# Maja Ekelöf
Maja Ekelöf, född Andersson den 23 februari 1918 i Karlskoga, död 29 augusti 1989 i Karlskoga, var en svensk städerska och författare.

## Biografi
Ekelöf var en frånskild fembarnsmor som arbetade som städerska. Hon gjorde en uppmärksammad författardebut som vinnare i Rabén & Sjögrens romantävling 1970 med den samhällskommenterande Rapport från en skurhink, skriven i dagboksform. Boken gavs ut i sex upplagor första utgivningsåret.
Hon brevväxlade också med fången Tony Rosendahl; dessa brev utgavs 1972 i bokform under titeln Brev. År 1987 fick hon  Ivar Lo-priset som den första efter Ivar Lo-Johansson själv.
Ekelöf röstades fram till årets[när?] näst populäraste kvinna i Femina.
Efter Ekelöf namngavs 2019 ett torg, Maja Ekelöfs plats, i Karlskoga. Maja Ekelöf är gravsatt i minneslunden på Östra kyrkogården i Karlskoga.